# Massarelos
Massarelos é uma antiga freguesia portuguesa do concelho do Porto que, pela Lei n.º 11-A/2013 de 28 de janeiro, foi integrada na União das Freguesias de Lordelo do Ouro e Massarelos.

## População
| População da freguesia de Massarelos | População da freguesia de Massarelos | População da freguesia de Massarelos | População da freguesia de Massarelos | População da freguesia de Massarelos | População da freguesia de Massarelos | População da freguesia de Massarelos | População da freguesia de Massarelos | População da freguesia de Massarelos | População da freguesia de Massarelos | População da freguesia de Massarelos | População da freguesia de Massarelos | População da freguesia de Massarelos | População da freguesia de Massarelos | População da freguesia de Massarelos |
| ------------------------------------ | ------------------------------------ | ------------------------------------ | ------------------------------------ | ------------------------------------ | ------------------------------------ | ------------------------------------ | ------------------------------------ | ------------------------------------ | ------------------------------------ | ------------------------------------ | ------------------------------------ | ------------------------------------ | ------------------------------------ | ------------------------------------ |
| 1864                                 | 1878                                 | 1890                                 | 1900                                 | 1911                                 | 1920                                 | 1930                                 | 1940                                 | 1950                                 | 1960                                 | 1970                                 | 1981                                 | 1991                                 | 2001                                 | 2011                                 |
| 4 308                                | 5 176                                | 7 238                                | 7 586                                | 7 613                                | 8 956                                | 9 201                                | 11 148                               | 11 222                               | 12 252                               | 10 623                               | 10 100                               | 9 336                                | 7 756                                | 6 789                                |

Pelo decreto nº 40.526, de 08/02/1956, foram-lhe fixados os actuais limites.
| Distribuição da População por Grupos Etários | Distribuição da População por Grupos Etários | Distribuição da População por Grupos Etários | Distribuição da População por Grupos Etários | Distribuição da População por Grupos Etários | Distribuição da População por Grupos Etários | Distribuição da População por Grupos Etários | Distribuição da População por Grupos Etários | Distribuição da População por Grupos Etários | Distribuição da População por Grupos Etários |
| -------------------------------------------- | -------------------------------------------- | -------------------------------------------- | -------------------------------------------- | -------------------------------------------- | -------------------------------------------- | -------------------------------------------- | -------------------------------------------- | -------------------------------------------- | -------------------------------------------- |
| Ano                                          | 0-14 Anos                                    | 15-24 Anos                                   | 25-64 Anos                                   | > 65 Anos                                    |                                              | 0-14 Anos                                    | 15-24 Anos                                   | 25-64 Anos                                   | > 65 Anos                                    |
| 2001                                         | 922                                          | 1 125                                        | 4 174                                        | 1 535                                        |                                              | 11,9%                                        | 14,5%                                        | 53,8%                                        | 19,8%                                        |
| 2011                                         | 702                                          | 671                                          | 3 780                                        | 1 636                                        |                                              | 10,3%                                        | 9,9%                                         | 55,7%                                        | 24,1%                                        |

Média do País no censo de 2001:  0/14 Anos-16,0%; 15/24 Anos-14,3%; 25/64 Anos-53,4%; 65 e mais Anos-16,4%
Média do País no censo de 2011:   0/14 Anos-14,9%; 15/24 Anos-10,9%; 25/64 Anos-55,2%; 65 e mais Anos-19,0%

## Arruamentos
A antiga freguesia de Massarelos contém 110 arruamentos. São eles:
| - Alameda de Basílio Teles - Avenida da Boavista¹ ² ³ 4 - Bairro do Bom Sucesso - Beco de S. Macário - Cais da Alfândega - Cais das Pedras - Cais do Bicalho - Calçada da Arrábida - Calçada da Boa Viagem - Calçada de Monchique5 - Calçada de Sobre-o-Douro - Campo do Rou - Colónia de Viterbo de Campos - Escadas do Adro - Escadas do Roleto - Largo da Maternidade de Júlio Dinis² - Largo da Saudade - Largo de Alexandre Sá Pinto² - Largo de Ferreira Lapa - Largo do Adro - Largo do Bom Sucesso - Largo do Cruzinho - Mercado do Bom Sucesso - Ponte da Arrábida - Praça da Galiza - Praça de Mouzinho de Albuquerque (Rotunda da Boavista)² - Praça do Bom Sucesso - Rua da Boa Hora² | - Rua da Boa Nova - Rua da Boa Viagem - Rua da Flora - Rua da Fonte de Massarelos - Rua da Macieirinha - Rua da Maternidade² - Rua da Meditação - Rua da Pena - Rua da Piedade - Rua da Rainha D. Estefânia - Rua da Restauração5 - Rua da Saudade² - Rua da Torrinha² - Rua das Estrelas - Rua de Adolfo Casais Monteiro² 5 - Rua de Agramonte - Rua de António José da Costa³ - Rua de António Nobre - Rua de António Patrício³ - Rua de Artur Napoleão - Rua de Barbosa du Bocage - Rua de Caldas Xavier - Rua de Calouste Gulbenkian - Rua de D. Manuel II5 - Rua de D. Pedro V - Rua de Entre Campos - Rua de Entre Quintas - Rua de Feliciano de Castilho³ | - Rua de Felicidade Browne³ - Rua de Gonçalo Sampaio - Rua de Guerra Junqueiro - Rua de Guilherme Braga³ - Rua de João Martins Branco - Rua de Jorge de Viterbo Ferreira5 - Rua de Júlio Dinis² - Rua de Miguel Bombarda² 5 - Rua de Monchique - Rua de Monsenhor Fonseca Soares - Rua de Rodrigues Lobo - Rua de S. Paulo² - Rua de Salgueiro Maia - Rua de Soares de Passos³ - Rua de Sobre-o-Douro5 - Rua de Vilar - Rua do Abade de Baçal - Rua do Abade de Faria - Rua do Adro - Rua do Arcediago Van-Zeller - Rua do Arquitecto Marques da Silva - Rua do Bicalho - Rua do Bom Sucesso - Rua do Campo Alegre³ - Rua do Casal do Pedro - Rua do Cristelo - Rua do Dr. José de Figueiredo³ | - Rua do Gólgota - Rua do Ouro³ - Rua do Outeiro - Rua do Padre Cruz² - Rua do Prof. Abel Salazar - Rua do Universo - Rua dos Moinhos - Rua Pedro Veiga - Rua Prof. Abílio Cardoso - Rua Prof. Carlos Alberto Ferreira de Almeida - Rua Prof. Henrique David - Rua Prof. João Baptista Machado - Rua Prof. José Valente - Travessa da Boa Viagem - Travessa da Pena - Travessa de Entre Campos³ - Travessa de Santo Amaro - Travessa do Campo do Rou - Travessa do Gólgota - Travessa do Roleto - Via do Almirante Gago Coutinho³ 4 - Via Panorâmica³ - Via Panorâmica Edgar Cardoso³ - Viaduto do Cais das Pedras - Viela do José da Mestra - Viela do Monte da Pena - Viela do Picoto |

1Partilhada com as freguesias de Aldoar e Nevogilde.
²Partilhada com a freguesia da Cedofeita.
³Partilhada com a freguesia de Lordelo do Ouro.
4Partilhada com a freguesia de Ramalde.
5Partilhada com a freguesia de Miragaia.